# بایو، فرانسه
بایو، فرانسه (به فرانسوی: Bayeux) یک کمون در فرانسه با جمعیت ۱۳٬۴۷۸ نفر است که در Canton of Bayeux قرار دارد.

## نگارخانه

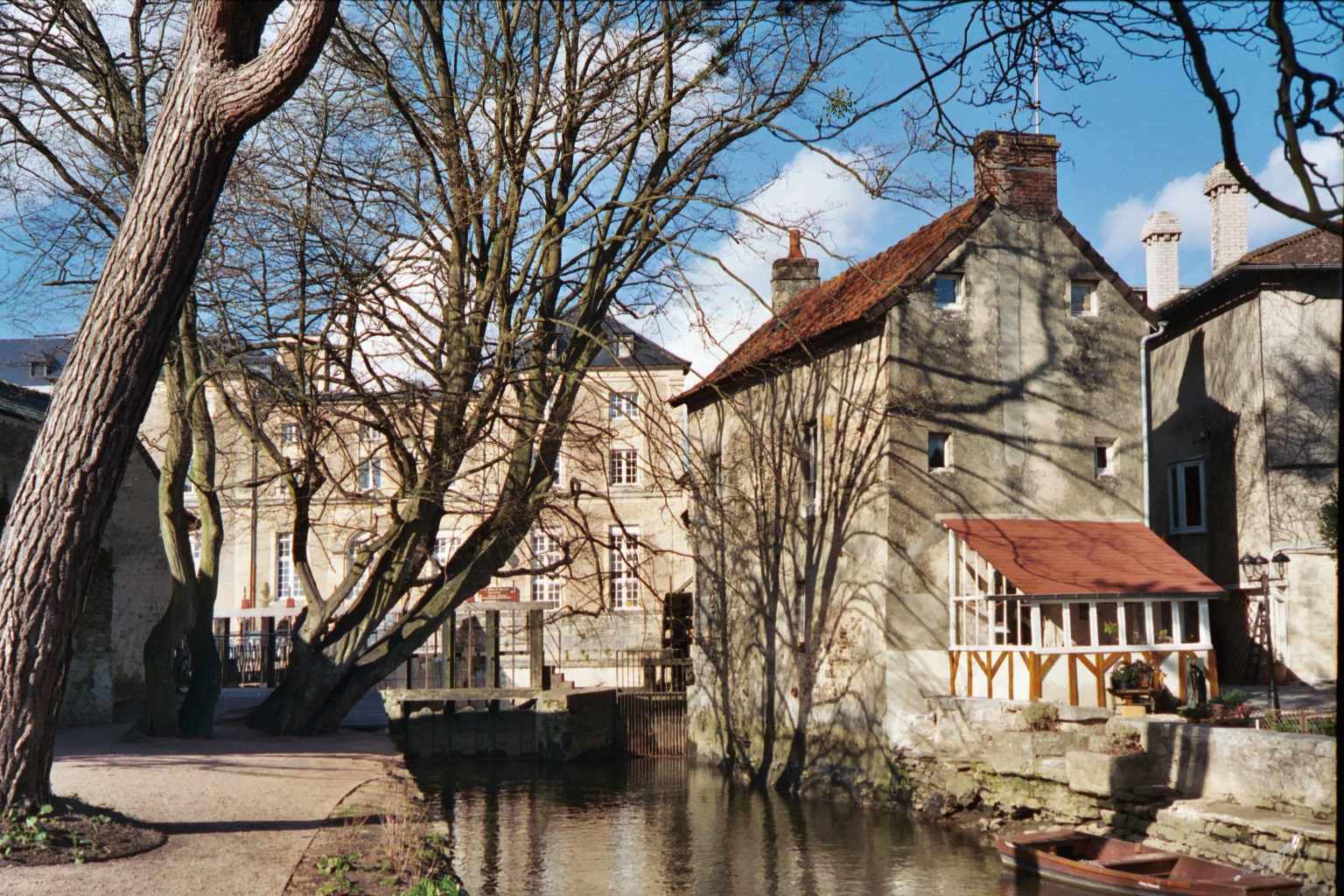
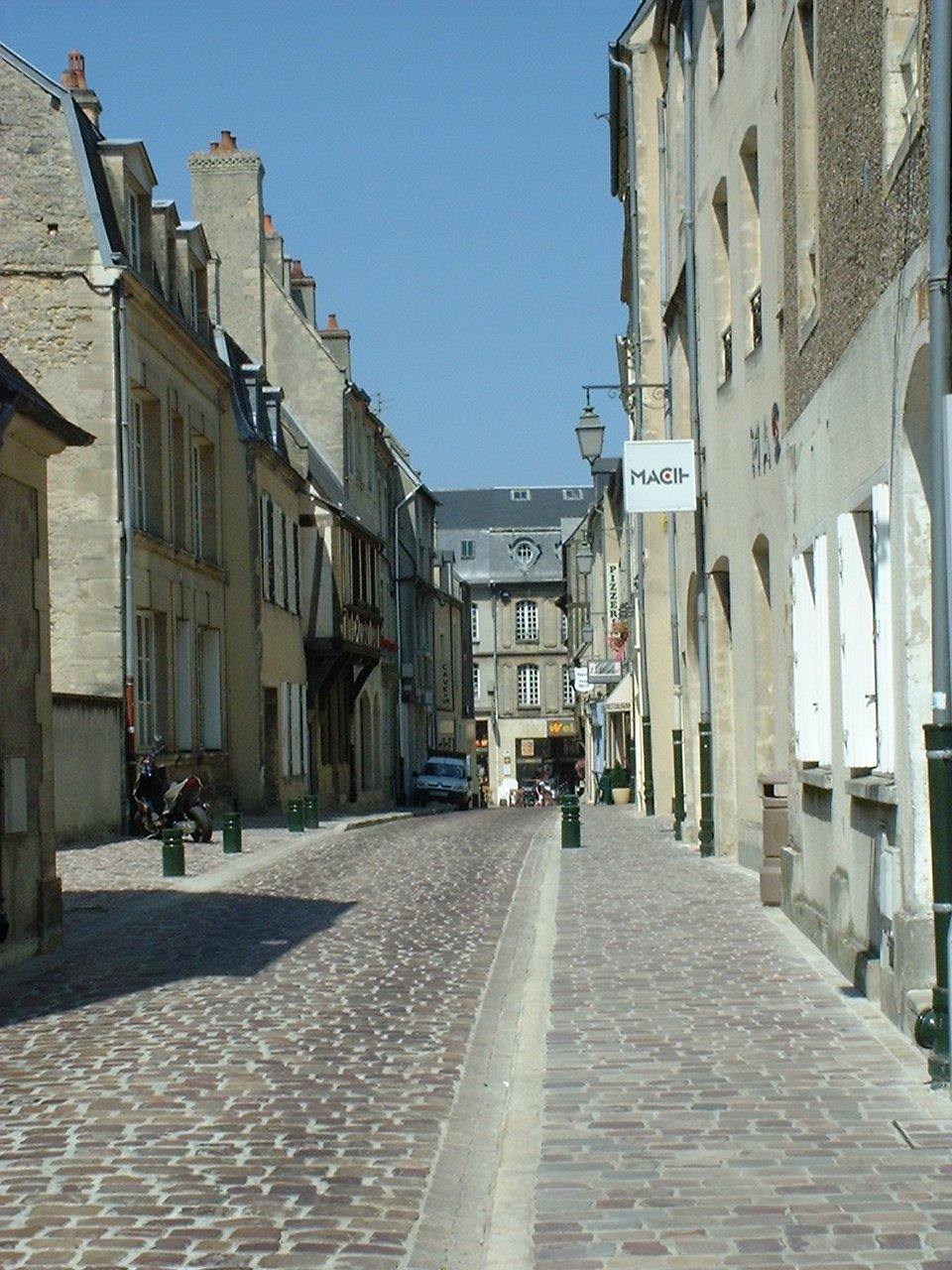
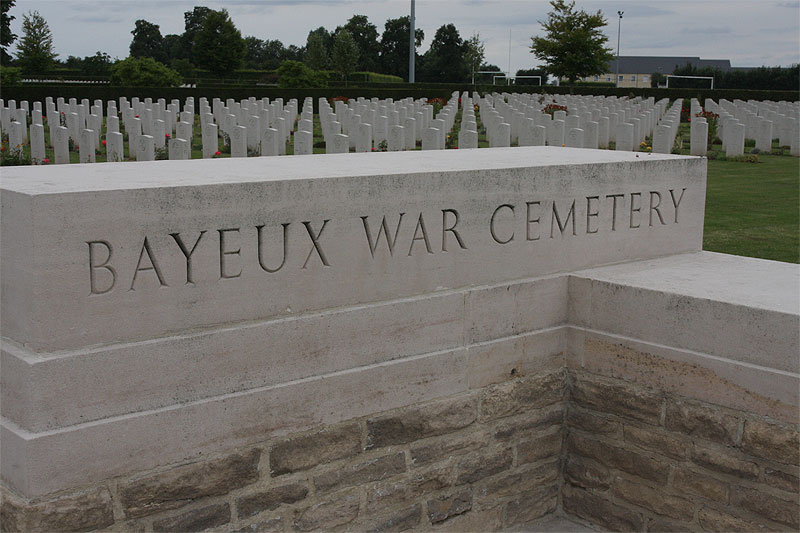
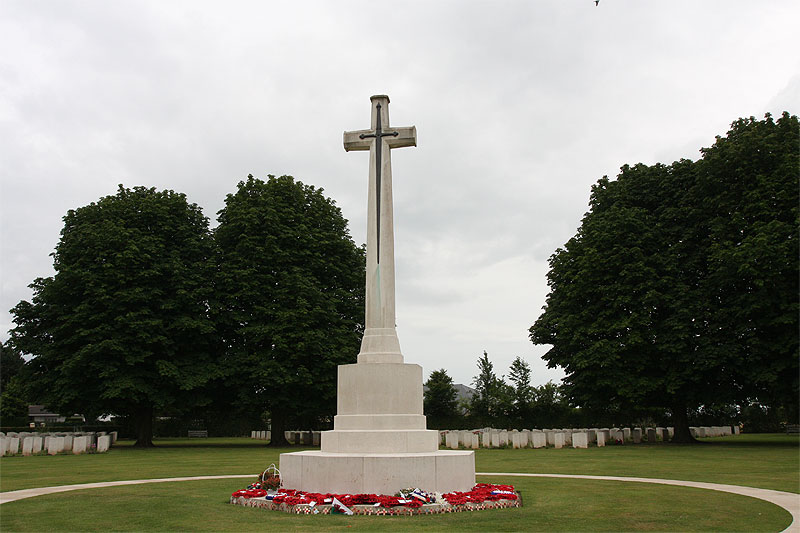